# مؤشر (إحصائيات)

عينة من البيانات المحفوظة جيدًا

في الإحصاء وتصميم البحث، المؤشر هو عبارة عن إحصائية مركبة - مقياس للتغيرات في مجموعة تمثيلية من نقاط البيانات الفردية، أو بعبارة أخرى، هو مقياس مركب يجمع مؤشرات متعددة. وأيضًا ما يعرف بالمؤشرات والمؤشرات المركبة - تلخص وتصنف ملاحظات محددة.
تُمثّل العديد من البيانات في مجال العلوم الاجتماعية والاستدامة باستخدام مؤشرات مختلفة مثل مؤشر الفجوة بين الجنسين، ومؤشر التنمية البشرية أو متوسط داو جونز الصناعي. ويشير "تقرير لجنة قياس الأداء الاقتصادي والتقدم الاجتماعي"، الذي كتبه جوزيف ستيجلز وأمارتيا سن وجان بول فيتوسي في عام 2009م إلى أن هذه المقاييس شهدت نمواً هائلاً في السنوات الأخيرة بسبب ثلاثة عوامل متزامنة:
- تحسينات في مستوى معرفة القراءة والكتابة (بما في ذلك الإحصائية)
- التعقيد المتزايد للمجتمعات والاقتصادات الحديثة،
- التوفر واسع النطاق لتكنولوجيا المعلومات.

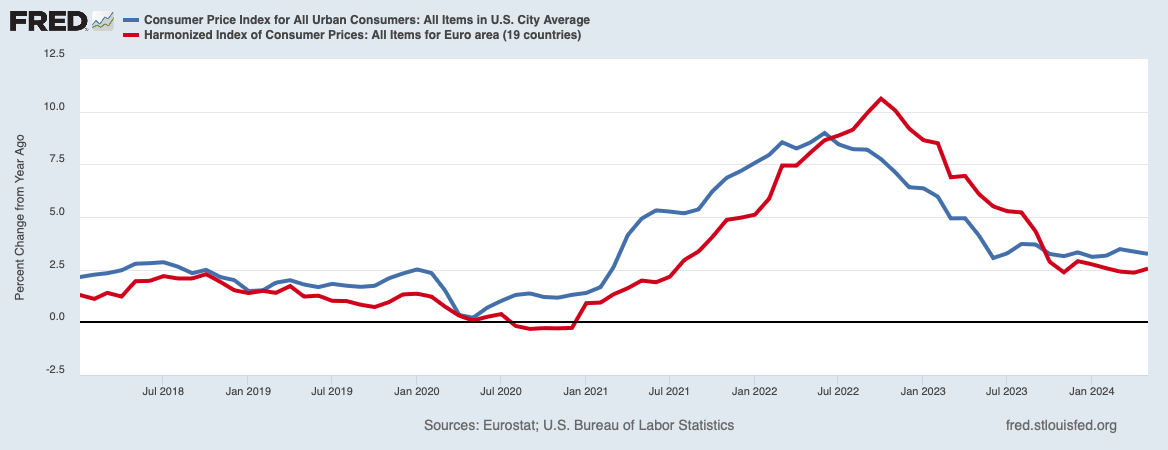

ووفقًا لإيرل بابي، العناصر في المؤشرات عادة ما يتم وزنها بشكل متساوٍ، إذا لم يكن هناك أسباب تمنع ذلك (على سبيل المثال، إذا كان عنصران يعكسان نفس الجانب الأساسي للمتغير، فقد يكون لكل منهما وزن 0.5).
ووفقًا للمؤلف ذاته،  فعملية إنشاء العناصر تتضمن أربع خطوات. أولاً، يجب اختيار العناصر بناءً على: مدى صلاحيتها للمحتوى، وأحادية البعد، ودرجة الخصوصية التي سيتم قياس البعد بها، وكمية التباين الخاصة بها. وأن تكون العناصر مرتبطة ببعضها البعض تجريبيًا، ويفضي ذلك بدوره إلى الخطوة الثانية المتمثلة في فحص علاقاتها متعددة المتغيرات. أما الخطوة الثالثة، فيتم من خلالها تصميم درجات المؤشر، والتي تتضمن تحديد نطاقات الدرجات وأوزان العناصر. وعن الخطوة الرابعة والأخيرة، يجب التحقق من صحة المؤشرات، الأمر الذي يتضمن اختبار ما إذا كانت قادرة على التنبؤ بالمؤشرات المتعلقة بالمتغير المقاس غير المستخدم في بنائها.
وقد تم نشر دليل لبناء المؤشرات المركبة (CIs) بشكل مشترك من قبل منظمة التعاون الاقتصادي والتنمية ومركز الأبحاث المشترك التابع للمفوضية الأوروبية في عام 2008م. يصف الدليل - الذي أقرته رسميًا اللجنة الإحصائية رفيعة المستوى التابعة لمنظمة التعاون الاقتصادي والتنمية - عشر خطوات متكررة لتطوير مؤشر:
- الخطوة 1: الإطار النظري
- الخطوة 2: اختيار البيانات
- الخطوة 3: احتساب البيانات المفقودة
- الخطوة 4: التحليل المتعدد المتغيرات
- الخطوة 5: التطبيع
- الخطوة 6: الوزن
- الخطوة 7: تجميع المؤشرات
- الخطوة 8: تحليل الحساسية
- الخطوة 9: الارتباط بمقاييس أخرى
- الخطوة 10: التصور

ووفقًا لما تشير إليه القائمة، فهناك حاجة إلى العديد من خيارات النمذجة لبناء مؤشر مركب، مما يجعل استخدامها مثيرًا للجدل. تمت مناقشة المسألة الحساسة المتمثلة في تعيين الأوزان والتحقق منها على سبيل المثال في قراءة اجتماعية لطبيعة المؤشرات المركبة، المقدمة عن طريق بول ماري بولانجر،حيث يرى هذه المقاييس عند تقاطع ثلاث حركات:
- ديمقراطية الخبرة، ومفهوم الحاجة إلى المزيد من المعرفة لمعالجة القضايا المجتمعية والبيئية التي يمكن أن يوفرها الخبراء المنفردون - يرتبط هذا الخط الفكري بمفهوم مجتمع الأقران الموسع الذي طورته العلوم ما بعد الطبيعية.
- الدافع إلى خلق جمهور جديد من خلال عملية الاكتشاف الاجتماعي، والتي يمكن إعادة ربطها بعمل البراجماتيين مثل جون ديوي.
- السيميائية عند تشارلز ساندرز بيرس ؛ وبالتالي فإن الرمز الدلالي ليس مجرد علامة أو رقم، بل يشير إلى فعل أو سلوك.

في عمل لاحق لبولانجر تم تحليل المؤشرات المركبة في ضوء نظريات النظام الاجتماعي لنيكلاس لوهمان للتحقيق في كيفية أخذ أو عدم أخذ القياسات المختلفة للتقدم.